# Warnford
Warnford – wieś w Anglii, w hrabstwie Hampshire, w dystrykcie Winchester. Leży 21 km na wschód od miasta Winchester i 89 km na południowy zachód od Londynu. W 2001 miejscowość liczyła 220 mieszkańców.